# فرار از حقیقت
فرار از حقیقت فیلمی به کارگردانی ناصر ملک مطیعی و نویسندگی احمد شاملو محصول سال ۱۳۴۵ است.

## خلاصه داستان
دکتر میان سال و دستیار جوان هر دو شیفته ی دختری هستند. دختر به دستیار دکتر علاقه دارد اما دکتر که سخت شیفته ی دختر است دستیار را به بهانه ای دور می کند و با نزدیکی بیشتر به دختر و با حمایت پدر و مادرش با او ازدواج می کند. آن ها زندگی آرامی دارند تا اینکه دستیار باز می گردد و واقیعیت امر روشن می شود. پس از یک سلسله ماجرا عاقبت این دکتر است که کنار می رود.

## بازیگران
- فروزان
- ناصر ملک مطیعی
- جواد قائم مقامی
- جمشید مهرداد
- محمدتقی کهنمویی
- ایران قادری